# Église de la Nativité-de-la-Sainte-Vierge d'Humbauville
L'église de la Nativité-de-la-Sainte-Vierge  est une église située sur le territoire de la commune d'Humbauville. Elle est classée monument historique depuis le 26 janvier 1942.

## Architecture et historique
Une première église date du XIIe siècle et servit de base pour la nouvelle construction. De la première reste le chevet à cinq pans et les bases des transepts. Du XVIe, le portait et les trois nef furent relevés à la suite des destructions des guerres de religion. 
De son mobilier il est à remarquer des fragments de peintures murales des voûtes représentant un décor avec ornements végétaux, des armoiries et une croix de consécration. Une Vierge de miséricorde et des verrières du XVIe siècle. Un blason de Jean de Mertus et Jeanne de Poitiers est en clef de voûte.